# Madegney
Madegney is een gemeente in het Franse departement Vosges (regio Grand Est) en telt 83 inwoners (2009). De plaats maakt deel uit van het arrondissement Épinal.

## Geografie
De oppervlakte van Madegney bedraagt 3,0 km², de bevolkingsdichtheid is dus 27,7 inwoners per km².
De onderstaande kaart toont de ligging van Madegney met de belangrijkste infrastructuur en aangrenzende gemeenten.

## Demografie
Onderstaande figuur toont het verloop van het inwonertal (bron: INSEE-tellingen).